# Palù del Fersina
Palù del Fersina (mòcheni Palae en Bersntol) és un municipi italià, dins de la província de Trento, a la vall dels Mocheni. És habitat per la minoria germànica dels mòcheni. L'any 2007 tenia 188 habitants. Limita amb els municipis de Baselga di Pinè, Bedollo, Fierozzo, Sant'Orsola Terme, Telve, Telve di Sopra i Torcegno.

## Administració
| Període | Identitat  | Partit        |
| ------- | ---------- | ------------- |
| 2004-   | Loris Moar | Llista cívica |